# Stazione di Berlino-Neukölln
La stazione di Berlino-Neukölln (in tedesco Berlin-Neukölln) è una stazione ferroviaria posta sulla Ringbahn di Berlino, e origine della linea per Baumschulenweg.
La stazione è posta sotto tutela monumentale (Denkmalschutz).

## Movimento
La stazione è servita dalle linee S 41, S 42, S 45, S 46 e S 47 della S-Bahn.

## Interscambi
- Fermata metropolitana (Neukölln (Südring), linea U 7)[2]
- Fermata autobus